# 霰
霰（snow pellets or graupel），又稱為軟雹，由過冷水滴凝固在雪花上、形成直徑2到5毫米的球狀固體，形似霧凇（亦稱雺凇、霿凇）、質軟易碎，白色不透明，為固態降水的一種，與雹、小雹和冰珠不同。在航空例行天氣報告中的代號為GS。

## 形成
於某些大氣條件下，雪晶（snow crystal）與過冷水滴（supercooled water droplet）會一同形成，過冷水滴直徑約10微米，在溫度低於冰點、甚至攝氏零下40度時仍呈液態。當雪晶與過冷水滴接觸，過冷水滴會凝固於雪晶的表面，這個過程稱為撞凍（accretion），與形成霿凇的機制類似。當撞凍持續到看不出原本雪晶外形時即稱為霰。常於下雪前或下雪時出現，於雨夾雪時代替雪花落下；也常與冰珠、冬季風暴、對流陣雨同時出現。

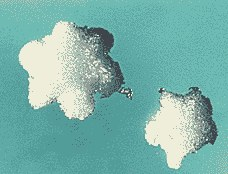
霰粒
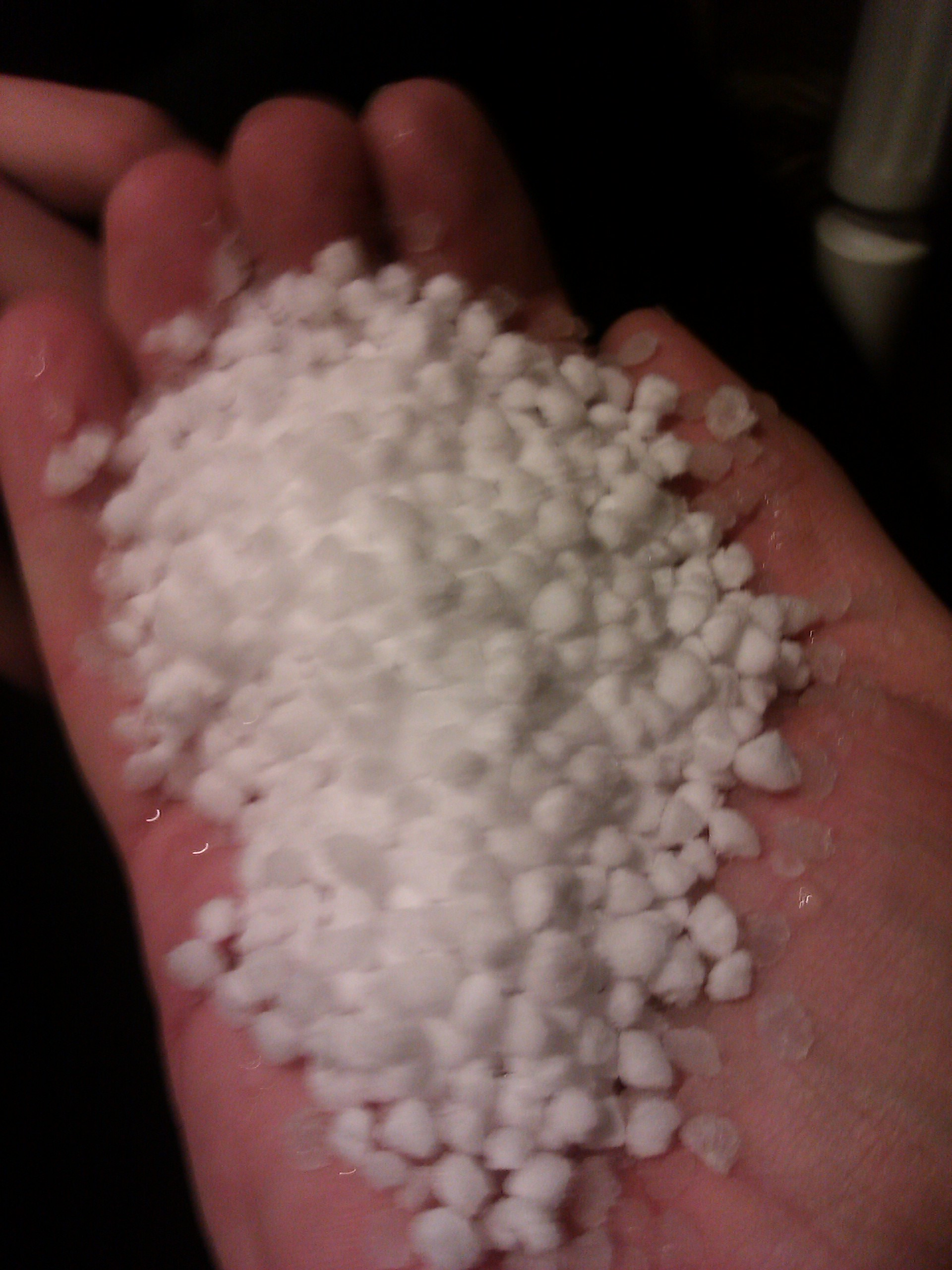
很多霰粒
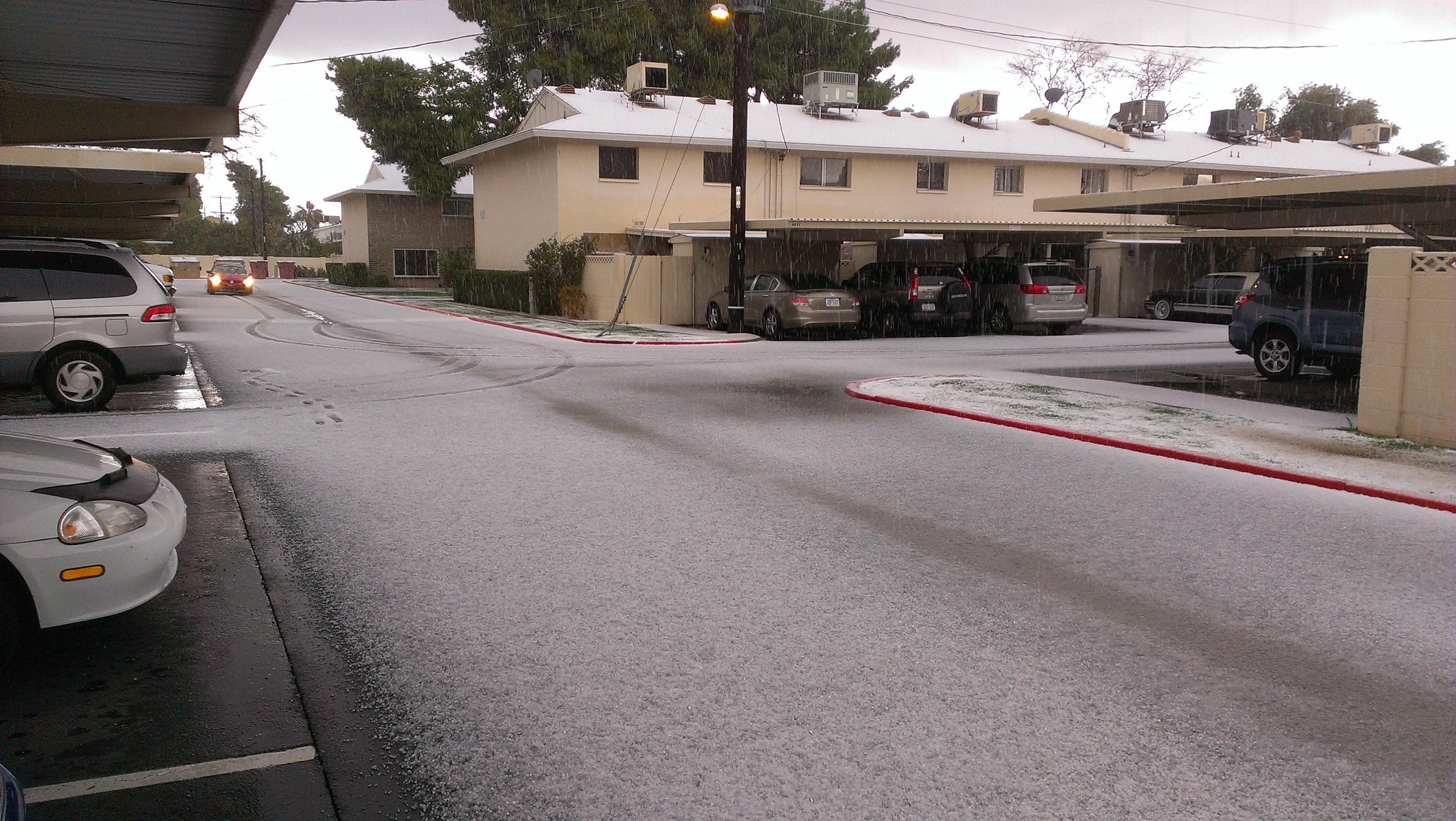
霰積於地表

## 與雹或雪的區別
「霰」與「雹」的形成過程類似，基本上都是由大的冰晶或雪花做為成長的核心，當這些冰晶下落的過程中與過冷水滴（super cool droplets） 發生碰撞， 過冷水滴碰撞到冰晶時會發生瞬間凍結，這也就是所謂的凇化（Riming），而這整個過程即為撞凍（accretion）。
霰成長主要是由於很多過冷水滴的撞凍過程所導致，所以在所形成的冰裡面會有很多空隙與空氣，這樣的過程造成粒子的密度較低。但是如果這樣的粒子出現在強對流區，粒子下落過程中表面的冰可能因為環境溫度高於冰點而融化為液態水，但強對流區的上升氣流會把這些粒子再度向上帶到零度線以上，而發生再次凍結，所以表層的空隙會因為融化再凍結的過程被填滿，這樣所形成的冰相粒子就是密度較高的冰雹。也因此雹的質地通常堅硬並呈現層狀構造，通常於雷暴時降下；霰質脆、碰觸時容易碎掉。
霰與雪常前後或一同出現，它們的區別是：雪有六角形結晶，重量較輕，落下終端速度較緩慢，顏色不透明。霰的形狀則多為球體或圓錐體，掉落較快，呈半透明或混濁樣，掉到堅硬地面易碎。

## 顯微鏡觀察
霰不易以光學顯微鏡觀察，因為凝固的過冷水滴接近儀器解析度的極限。若改以低溫掃描電子顯微鏡（LT－SEM）觀察，凝固的過冷水滴則清晰可見，其大小可達50微米。四種基本雪晶皆可形成霰，包括片狀、枝狀、柱狀及針狀冰晶。隨著撞凍持續，凝固的過冷水滴會漸漸覆蓋原本的雪晶，最後成為霰粒。

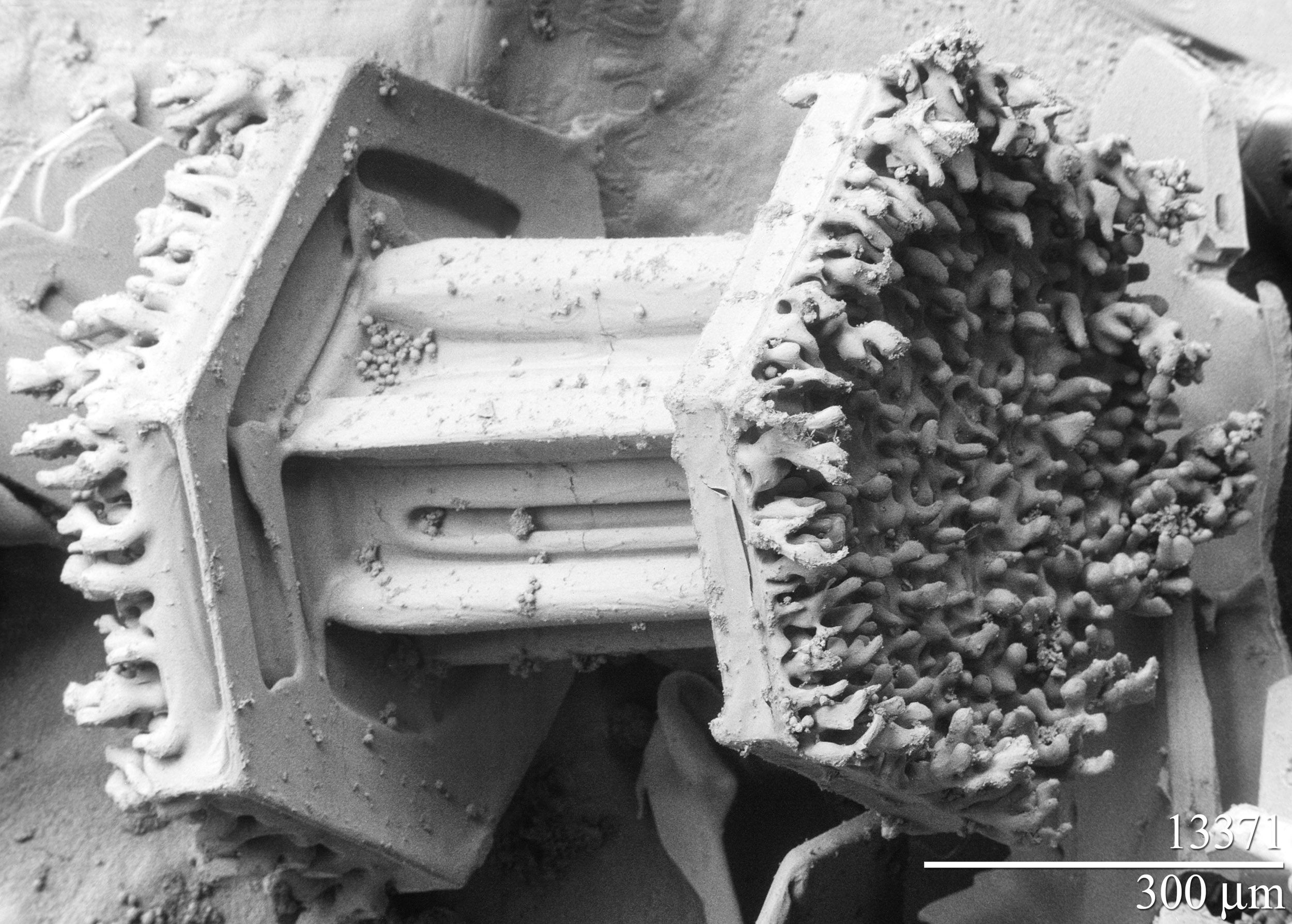
過冷水滴凝固於柱狀雪晶的兩端
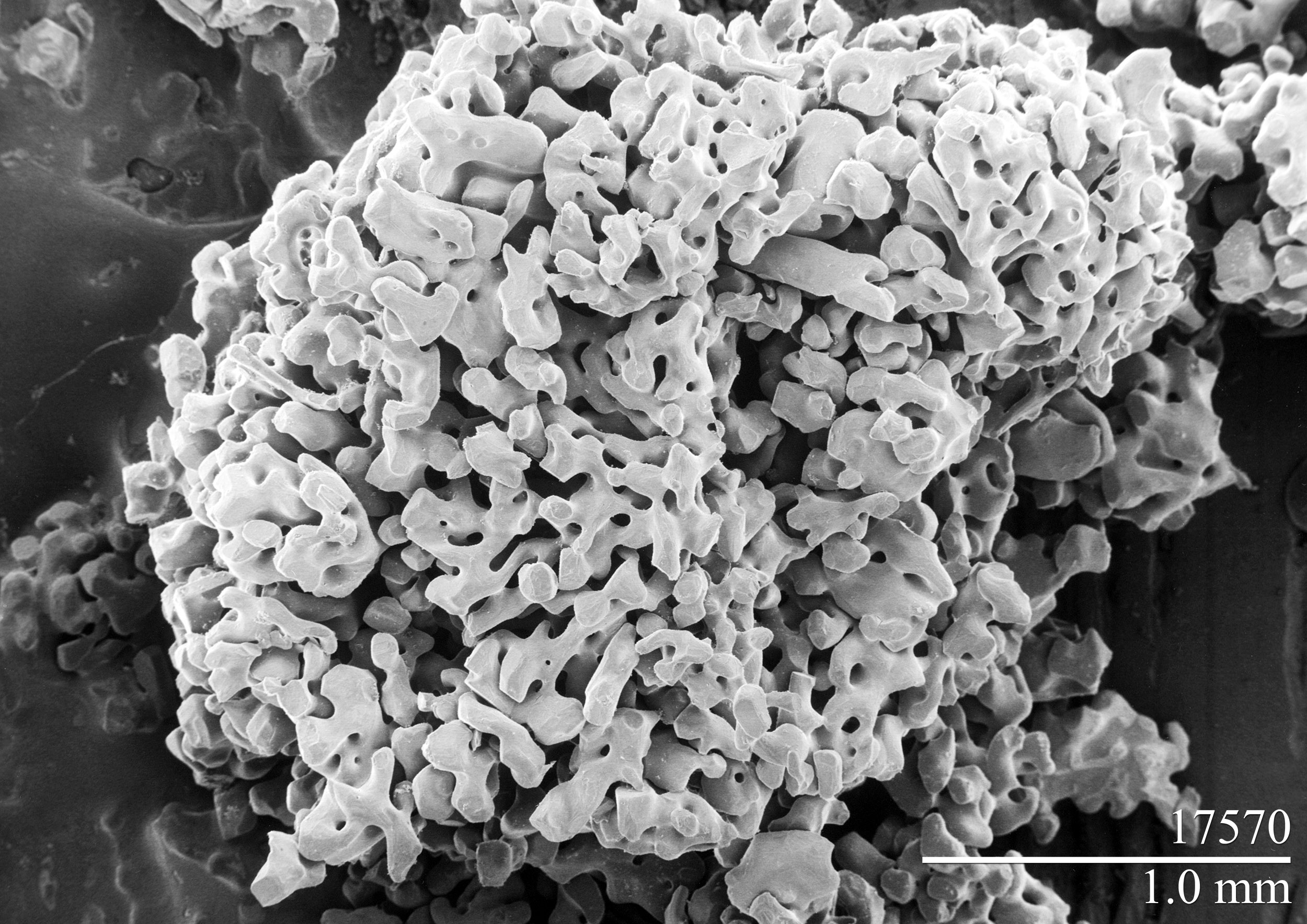
凝固的過冷水滴將雪晶完全包覆

## 霰與雪崩
霰常見於高緯度氣候，比雪來得緻密且顆粒較大，形似保麗龍的顆粒。由於高密度與低黏性，霰無法穩固的堆積在斜坡上，而累積厚度20至30公分的霰有很可能會崩落、形成硬層雪崩（slab avalanche）。依據氣溫及霰的特性，霰於降下後約一至二天變為較緊密及穩固。

## 外部連結

### 辭典
- 3 results for:graupel （页面存档备份，存于）. Dictionary.com, accessed September 12 2006.
- Graupel. Merriam-Webster Online Dictionary, accessed September 12 2006.

### 天氣詞彙
- Weather Glossary, G. The Weather Channel, accessed September 12 2006.
- All About Snow （页面存档备份，存于）. National Snow and Ice Data Center (NSIDC), accessed September 12 2006.
- Terms used by meteorologists, forecasters, weather observers, and in weather forecasts （页面存档备份，存于）. National Oceanic and Atmospheric Administration (NOAA), accessed September 12 2006.